# Fußballplätze Brandstätt
Fußballplätze Brandstätt – wielofunkcyjny obiekt sportowy w miejscowości Grassau w Niemczech.
Stadion jest areną domową miejscowego klubu ASV Grassau.
Na stadionie również swoje mecze rozgrywają reprezentacje narodowe, np. 27 sierpnia 1994 roku odbył się mecz towarzyski pomiędzy Ukrainą a reprezentacją Zjednoczonych Emiratów Arabskich.